# Brahestads härad
Brahestads härad, tidigare[när?] Salo härad och därefter Saloinens härad, är ett härad i Finland, tidigare i Uleåborgs län.
Ytan (landsareal) var 6537,3 km² 1910; häradet hade 56 517 invånare med en befolkningstäthet av 8,9 invånare/km² 31 december 1908.

## Ingående kommuner
Följande kommuner ingick i häradet 1910:
- Alavieska
- Frantsila, finska: Rantsila
- Kalajoki
- Karlö, finska: Hailuoto
- Merijärvi
- Oulais, finska: Oulainen
- Paavola
- Pyhäjoki
- Rautio
- Revolax, finska: Revonlahti
- Salo (senare Saloinen)
- Sievi
- Siikajoki
- Vihanti
- Ylivieska

Efter häradsreformen 1996 bestod häradet av Brahestads stad (som hade införlivat Saloinen 1973) samt Pattijoki, Pyhäjoki, Ruukki (bildad 1973 av Paavola och Revolax), Siikajoki och Vihanti kommuner. Pattijoki uppgick i Brahestad 2003 och Ruukki i Siikajoki 2007.